# Марисфелд
Марисфелд (њем. Marisfeld) општина је у њемачкој савезној држави Тирингија. Једно је од 43 општинска средишта округа Хилдбургхаузен. Према процјени из 2010. у општини је живјело 441 становника. Посједује регионалну шифру (AGS) 16069028.

## Географски и демографски подаци
Марисфелд се налази у савезној држави Тирингија у округу Хилдбургхаузен. Општина се налази на надморској висини од 380 метара. Површина општине износи 11,5 km². У самом мјесту је, према процјени из 2010. године, живјело 441 становника. Просјечна густина становништва износи 38 становника/km².